# Gåstjärnen (Arjeplogs socken, Lappland, vid Rávasjjávrrie)
Gåstjärnen är en sjö i Arjeplogs kommun i Lappland och ingår i Umeälvens huvudavrinningsområde. Sjön har en area på 0,0799 kvadratkilometer och ligger 442,1 meter över havet.

## Delavrinningsområde
Gåstjärnen ingår i det delavrinningsområde (730768-158285) som SMHI kallar för Utloppet av Ravesjjaure. Medelhöjden är 447 meter över havet och ytan är 15,59 kvadratkilometer. Räknas de 2 avrinningsområdena uppströms in blir den ackumulerade arean 38,03 kvadratkilometer. Ravesjbäcken som avvattnar avrinningsområdet har biflödesordning 4, vilket innebär att vattnet flödar genom totalt 4 vattendrag innan det når havet efter 371 kilometer. Avrinningsområdet består mestadels av skog (31 procent) och sankmarker (52 procent). Avrinningsområdet har 2,21 kvadratkilometer vattenytor vilket ger det en sjöprocent på 14,2 procent.